# De kaart van Wawa Wang
De kaart van Wawa Wang is het 98ste stripverhaal van Jommeke. De reeks wordt getekend door striptekenaar Jef Nys.

## Verhaal
In het museum van Zonnedorp bezoeken Jommeke en zijn vrienden een tentoonstelling over piraten. Om het helemaal authentiek te maken is er ook de schatkaart van Wawa Wang geëxposeerd. Rozemieke vindt die hele tentoonstelling maar een triestig gedoe en wil terug naar huis. Ze neemt echter de verkeerde gang en komt terecht op de zolder. Daar blijft ze een tijdje rondneuzen. Wanneer ze wil opstappen is het museum reeds gesloten. Er zit niets anders op dan ter plaatse te overnachten. Die nacht komt de Chinees Wiwi Ling het museum binnen en steelt de geheimzinnige schatkaart. Ook Rozemieke wordt meegenomen.
Later schrikken haar vrienden als ze horen dat niemand weet waar Rozemieke is. Ze keren terug naar het museum. Daar vinden ze geen Rozemieke, behalve haar rood strikje.
Jommeke en Filiberke slagen erin om Rozemieke de volgende dag te bevrijden. Annemieke kan even de schatkaart bemachtigen en lezen. Jommeke en zijn vrienden reizen richting Singapore om de schat als eerst te vinden. Intussen zijn ook de Chinezen op zoek naar de schat. Het geluk is aan hun kant, ze vinden als eerst een kistje met een stukje papier erin. Doch, snelle Pekkie kan het papiertje beetpakken. Nu blijkt dat op het eilandje een schipbreukeling woont, hij heeft jaren geleden de schat opgegraven en in zijn schuilplaats verstopt.
Met de schipbreukeling en de schat keren ze huiswaarts. De Chinezen blijven zonder schat boos achter.